# As (dźwięk)
As (A♭) – dźwięk, którego częstotliwość dla as¹ wynosi około 415,3 Hz. Stanowi tonikę gam As-dur i as-moll. Jest to obniżony za pomocą bemola dźwięk a. Enharmonicznie dźwięk o tej samej wysokości to: gis.